# Daedalopelta
Daedalopelta is een geslacht van sponsdieren uit de klasse van de Demospongiae (gewone sponzen). 

## Soort
- Daedalopelta nodosa (Schmidt, 1879)